# Sérékalé

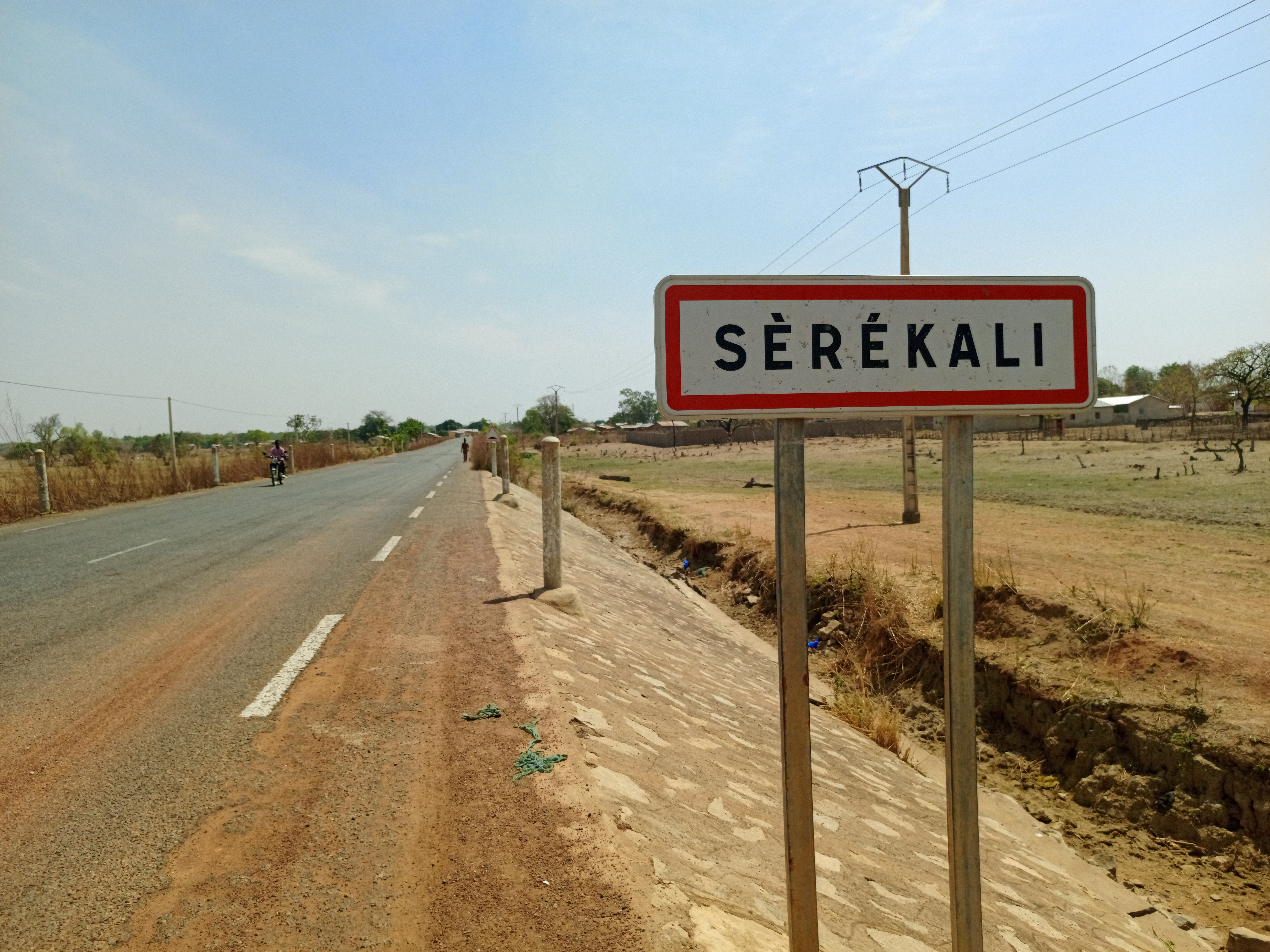

Sérékalé (auch Serekali) ist ein Arrondissement im Departement Borgou im westafrikanischen Staat Benin. Es ist eine Verwaltungseinheit, die der Gerichtsbarkeit der Kommune Nikki untersteht.

## Demografie und Verwaltung
Gemäß der Volkszählung 2013 des beninischen Statistikamtes INSAE hatte das Arrondissement 15.804 Einwohner, davon waren 7882 männlich und 7922 weiblich.
Von den 91 Dörfern und Quartieren der Kommune Nikki entfallen zwölf auf Sérékalé:
1. Baani
2. Ganrou
3. Ganrou-Peulh
4. Gbégourou
5. Kassapéré
6. Koni
7. Moussouré
8. Ouenra-Peulh
9. Sérékali-Baka
10. Séréwondirou
11. Yao-Gourou
12. Yorarou